# Estação Príncipe de Vergara
Príncipe de Vergara é uma estação da Linha 2 e Linha 9 do Metro de Madrid.

## História
A estação foi inaugurada em 14 de junho de 1924, as plataformas da linha 2 foram abertas ao público com o primeiro trecho da minha 2 do Metro de Madrid. A estação tem pouca profundidade e suas plataformas estão localizadas na Calle Alcalá, a leste do cruzamento com a Calle Príncipe de Vergara, e o hall com um único acesso fica a oeste das plataformas.
Durante a ditadura de Franco, a estação adotou o nome de General Mola, assim como a rua. Em 1984, ele recuperou seu nome original.

## Entrada
Acesso Príncipe de Vergara
- Alcalá Calle de Alcalá, 125 (esquina com Calle del Príncipe de Vergara)